# 列戈德拉韦加
列戈德拉韦加，是西班牙卡斯蒂利亚-莱昂莱昂省的一个市镇。 总面积38平方公里，总人口1014人（2004年），人口密度29人/平方公里。